# MSMP
MSMP (англ. Microseminoprotein, prostate associated) – білок, який кодується однойменним геном, розташованим у людей на короткому плечі 9-ї хромосоми. Довжина поліпептидного ланцюга білка становить 139 амінокислот, а молекулярна маса — 14 993.
| 10         |  | 20         |  | 30         |  | 40         |  | 50         |
| ---------- |  | ---------- |  | ---------- |  | ---------- |  | ---------- |
| MALRMLWAGQ |  | AKGILGGWGI |  | ICLVMSLLLQ |  | HPGVYSKCYF |  | QAQAPCHYEG |
| KYFTLGESWL |  | RKDCFHCTCL |  | HPVGVGCCDT |  | SQHPIDFPAG |  | CEVRQEAGTC |
| QFSLVQKSDP |  | RLPCKGGGPD |  | PEWGSANTPV |  | PGAPAPHSS  |  |            |

A: Аланін

C: Цистеїн

D: Аспарагінова кислота

E: Глутамінова кислота

F: Фенілаланін

G: Гліцин

H: Гістидин

I: Ізолейцин

K: Лізин

L: Лейцин

M: Метіонін

N: Аспарагін

P: Пролін

Q: Глутамін

R: Аргінін

S: Серин

T: Треонін

V: Валін

W: Триптофан

Секретований назовні.